# Чемпіонат Європи з футболу 2020 (кваліфікаційний раунд, група F)
Жеребкування кваліфікаційного раунду Євро-2020 відбулося 2 грудня 2018 року в Дубліні. До групи F потрапили збірні Іспанії, Швеції, Румунії, Мальти, Норвегії і Фарерських островів.

## Таблиця
| Поз | Команда           | І  | В | Н | П | ГЗ | ГП | РГ  | О  | Кваліфікація                       |     | Іспанія | Швеція | Норвегія | Румунія | Фарерські острови | Мальта |
| --- | ----------------- | -- | - | - | - | -- | -- | --- | -- | ---------------------------------- | --- | ------- | ------ | -------- | ------- | ----------------- | ------ |
| 1   | Іспанія           | 10 | 8 | 2 | 0 | 31 | 5  | +26 | 26 | Кваліфікація до фінального турніру |     | —       | 3:0    | 2:1      | 5:0     | 4:0               | 7:0    |
| 2   | Швеція            | 10 | 6 | 3 | 1 | 23 | 9  | +14 | 21 | Кваліфікація до фінального турніру |     | 1:1     | —      | 1:1      | 2:1     | 3:0               | 3:0    |
| 3   | Норвегія          | 10 | 4 | 5 | 1 | 19 | 11 | +8  | 17 |                                    |     | 1:1     | 3:3    | —        | 2:2     | 4:0               | 2:0    |
| 4   | Румунія           | 10 | 4 | 2 | 4 | 17 | 15 | +2  | 14 |                                    | 1:2 | 0:2     | 1:1    | —        | 4:1     | 1:0               |        |
| 5   | Фарерські острови | 10 | 1 | 0 | 9 | 4  | 30 | −26 | 3  |                                    | 1:4 | 0:4     | 0:2    | 0:3      | —       | 1:0               |        |
| 6   | Мальта            | 10 | 1 | 0 | 9 | 3  | 27 | −24 | 3  |                                    | 0:2 | 0:4     | 1:2    | 0:4      | 2:1     | —                 |        |

1. 1 2  Однакова кількість очок (по 3) та однакова різниця голів (0) в матчах між собою. Голи, забиті на виїзді в матчах між собою: Фарерські острови 1, Мальта 0.

## Матчі
Час вказано за CET/CEST, відповідно до правил УЄФА.
| 23 березня 2019 18:00 |

| Мальта                    | 2:1      | Фарерські острови |
| ------------------------- | -------- | ----------------- |
| Нвоко 13' Борг 77' (пен.) | Протокол | 90+8' Томсен      |

| Національний, Та-Калі Арбітр: Альвар Торарінссон |

| 23 березня 2019 18:00 |

| Швеція                  | 2:1      | Румунія    |
| ----------------------- | -------- | ---------- |
| Квайсон 33' Классон 40' | Протокол | 58' Кешеру |

| Френдз Арена, Стокгольм Арбітр: Майкл Олівер |

| 23 березня 2019 20:45 |

| Іспанія                      | 2:1      | Норвегія        |
| ---------------------------- | -------- | --------------- |
| Родріго 16' Рамос 71' (пен.) | Протокол | 65' (пен.) Кінг |

| Месталья, Валенсія Арбітр: Андріс Трейманіс |

| 26 березня 2019 20:45 |

| Мальта | 0:2      | Іспанія         |
| ------ | -------- | --------------- |
|        | Протокол | 31', 73' Мората |

| Національний, Та-Калі Арбітр: Ендрю Даллас |

| 26 березня 2019 20:45 |

| Норвегія                         | 3:3      | Швеція                                        |
| -------------------------------- | -------- | --------------------------------------------- |
| Йонсен 41' Кінг 59' Камара 90+7' | Протокол | 70' Классон 86' (авт.) Нортвейт 90+1' Квайсон |

| Уллевол, Осло Арбітр: Джанлука Роккі |

| 26 березня 2019 20:45 |

| Румунія                            | 4:1      | Фарерські острови   |
| ---------------------------------- | -------- | ------------------- |
| Дяк 26' Кешеру 29', 33' Пушкаш 63' | Протокол | 40' (пен.) Давідсен |

| Константін Радулеску, Клуж-Напока Арбітр: Халіл Мелер |

| 7 червня 2019 20:45 |

| Фарерські острови | 1:4      | Іспанія                                       |
| ----------------- | -------- | --------------------------------------------- |
| Ольсен 30'        | Протокол | Рамос 8' Хесус Навас 19' Гестссон 34' Гая 71' |

| Торсволлюр, Торсгавн Арбітр: Енеа Джорджі |

| 7 червня 2019 20:45 |

| Норвегія                 | 2:2      | Румунія           |
| ------------------------ | -------- | ----------------- |
| Ельюнуссі 56' Едегор 70' | Протокол | Кешеру 77', 90+2' |

| Уллевол, Осло Арбітр: Сергій Карасьов |

| 7 червня 2019 20:45 |

| Швеція                          | 3:0      | Мальта |
| ------------------------------- | -------- | ------ |
| Квайсон 2' Классон 50' Ісак 81' | Протокол |        |

| Френдз Арена, Сульна Арбітр: Роб Герві |

| 10 червня 2019 20:45 |

| Фарерські острови | 0:2      | Норвегія        |
| ----------------- | -------- | --------------- |
|                   | Протокол | Йонсен 49', 84' |

| Торсволлюр, Торсгавн Арбітр: Донатас Румшас |

| 10 червня 2019 20:45 |

| Мальта | 0:4      | Румунія                            |
| ------ | -------- | ---------------------------------- |
|        | Протокол | Пушкаш 7', 29' Кіпчу 34' Ман 90+1' |

| Національний, Та-Калі Арбітр: Денніс Хіглер |

| 10 червня 2019 20:45 |

| Іспанія                                          | 3:0      | Швеція |
| ------------------------------------------------ | -------- | ------ |
| Рамос 64' (пен.) Мората 85' (пен.) Оярсабаль 87' | Протокол |        |

| Сантьяго Бернабеу, Мадрид Глядачів: 72,205 Арбітр: Вільям Коллам |

| 5 вересня 2019 20:45 (19:45 (UTC+1)) |

| Фарерські острови | 0–4      | Швеція                                       |
| ----------------- | -------- | -------------------------------------------- |
|                   | Протокол | - Ісак 12', 15' - Лінделеф 23' - Квайсон 41' |

| Торсволлюр, Торсгавн Глядачів: 3,108 Арбітр: Тьягу Мартінш |

| 5 вересня 2019 20:45 |

| Норвегія                        | 2–0      | Мальта |
| ------------------------------- | -------- | ------ |
| - Берге 34' - Кінг 45+1' (пен.) | Протокол |        |

| Уллевол, Осло Глядачів: 11,269 Арбітр: Думітру Мунтян |

| 5 вересня 2019 20:45 (21:45 (UTC+3)) |

| Румунія      | 1–2      | Іспанія                           |
| ------------ | -------- | --------------------------------- |
| - Андоне 59' | Протокол | - Рамос 29' (пен.) - Алькасер 47' |

| Національний стадіон, Бухарест Глядачів: 50,024 Арбітр: Деніц Айтекін |

| 8 вересня 2019 18:00 (19:00 (UTC+3)) |

| Румунія      | 1–0      | Мальта |
| ------------ | -------- | ------ |
| - Пушкаш 47' | Протокол |        |

| Оане, Плоєшті Глядачів: 13,376 Арбітр: Дує Струкан |

| 8 вересня 2019 20:45 |

| Іспанія                                  | 4–0      | Фарерські острови |
| ---------------------------------------- | -------- | ----------------- |
| - Родріго 13', 50' - Алькасер 90', 90+3' | Протокол |                   |

| Ель-Молінон, Хіхон Глядачів: 23,644 Арбітр: Кшиштоф Якубік |

| 8 вересня 2019 20:45 |

| Швеція         | 1–1      | Норвегія       |
| -------------- | -------- | -------------- |
| - Форсберг 60' | Протокол | - Йогансен 45' |

| Френдз Арена, Сульна Глядачів: 38,372 Арбітр: Славко Винчич |

| 12 жовтня 2019 18:00 (17:00 (UTC+1)) |

| Фарерські острови | 0–3      | Румунія                                   |
| ----------------- | -------- | ----------------------------------------- |
|                   | Протокол | - Пушкаш 74' - Мітріце 83' - Кешеру 90+4' |

| Торсволлюр, Торсгавн Глядачів: 2,381 Арбітр: Аліяр Агаєв |

| 12 жовтня 2019 20:45 |

| Мальта | 0–4      | Швеція                                                                  |
| ------ | -------- | ----------------------------------------------------------------------- |
|        | Протокол | - Даніельсон 11' - Себ. Ларссон 58' (пен.), 71' (пен.) - Агіус 66' (аг) |

| Національний стадіон, Та-Калі Глядачів: 10,702 Арбітр: Сергій Іванов |

| 12 жовтня 2019 20:45 |

| Норвегія            | 1–1      | Іспанія     |
| ------------------- | -------- | ----------- |
| - Кінг 90+4' (пен.) | Протокол | - Сауль 47' |

| Уллевол, Осло Глядачів: 25,200 Арбітр: Майкл Олівер |

| 15 жовтня 2019 20:45 (19:45 (UTC+1)) |

| Фарерські острови | 1–0      | Мальта |
| ----------------- | -------- | ------ |
| - Балдвінссон 71' | Протокол |        |

| Торсволлюр, Торсгавн Глядачів: 2,677 Арбітр: Хосе Марія Санчес |

| 15 жовтня 2019 20:45 (21:45 (UTC+3)) |

| Румунія       | 1–1      | Норвегія       |
| ------------- | -------- | -------------- |
| - Мітріце 62' | Протокол | - Серлот 90+2' |

| Національний стадіон, Бухарест Глядачів: 29,854 Арбітр: Боббі Медден |

| 15 жовтня 2019 20:45 |

| Швеція     | 1–1      | Іспанія         |
| ---------- | -------- | --------------- |
| - Берг 50' | Протокол | - Родріго 90+2' |

| Френдз Арена, Сульна Глядачів: 49,712 Арбітр: Клеман Тюрпен |

| 15 листопада 2019 18:00 |

| Норвегія                                       | 4–0      | Фарерські острови |
| ---------------------------------------------- | -------- | ----------------- |
| - Регініуссен 4' - Фоссум 8' - Серлот 62', 65' | Протокол |                   |

| Уллевол, Осло Глядачів: 10,400 Арбітр: Фран Йович |

| 15 листопада 2019 20:45 (21:45 (UTC+2)) |

| Румунія | 0–2      | Швеція                   |
| ------- | -------- | ------------------------ |
|         | Протокол | - Берг 18' - Квайсон 34' |

| Національний стадіон, Бухарест Глядачів: 49,678 Арбітр: Даніеле Орсато |

| 15 листопада 2019 20:45 |

| Іспанія                                                                                   | 7–0      | Мальта |
| ----------------------------------------------------------------------------------------- | -------- | ------ |
| - Мората 23' - Касорла 41' - Торрес 62' - Сарабія 63' - Ольмо 69' - Жерар 71' - Навас 85' | Протокол |        |

| Рамон де Карранса, Кадіс Глядачів: 19,773 Арбітр: Віктор Кашшаї |

| 18 листопада 2019 20:45 |

| Мальта      | 1–2      | Норвегія               |
| ----------- | -------- | ---------------------- |
| - Фенеч 40' | Протокол | - Кінг 7' - Серлот 62' |

| Національний стадіон, Та-Калі Глядачів: 2,708 Арбітр: Аліяр Агаєв |

| 18 листопада 2019 20:45 |

| Іспанія                                                         | 5–0      | Румунія |
| --------------------------------------------------------------- | -------- | ------- |
| - Фабіан 8' - Жерар 33', 43' - Рус 45+1' (аг) - Оярсабаль 90+2' | Протокол |         |

| Ванда Метрополітано, Мадрид Глядачів: 36,198 Арбітр: Олексій Кульбаков |

| 18 листопада 2019 20:45 |

| Швеція                                        | 3–0      | Фарерські острови |
| --------------------------------------------- | -------- | ----------------- |
| - Андерссон 29' - Сванберг 72' - Гвідетті 80' | Протокол |                   |

| Френдз Арена, Сульна Глядачів: 19,737 Арбітр: Матей Юг |

## Бомбардири
6 голів
- Клаудіу Кешеру

5 голів
- Джошуа Кінг
- Георге Пушкаш
- Робін Квайсон

4 голи
- Альваро Мората
- Серхіо Рамос
- Родріго
- Александер Серлот

3 голи
- Франсіско Алькасер
- Жерар
- Бьорн Йонсен
- Александр Ісак
- Віктор Классон

2 голи
- Хесус Навас
- Мікель Оярсабаль
- Александру Мітріце
- Маркус Берг
- Себастіан Ларссон

1 гол
- Хосе Луїс Гая
- Санті Касорла
- Дані Ольмо
- Пабло Сарабія
- Сауль
- Пау Торрес
- Фабіан
- Стів Борг
- Кіріан Нвоко
- Пол Фенеч
- Сандер Берге
- Мартін Едегор
- Тарік Ельюнуссі
- Стефан Йогансен
- Ола Камара
- Івер Фоссум
- Туре Регініуссен
- Флорін Андоне
- Александру Кіпчу
- Чіпріан Дяк
- Денніс Ман
- Рогві Балдвінссон
- Вілйормур Давідсен
- Клемінт Ольсен
- Якуп Томсен
- Себастьян Андерссон
- Йон Гвідетті
- Маркус Даніельсон
- Віктор Лінделеф
- Маттіас Сванберг
- Еміль Форсберг

1 автогол
- Тейтур Гестссон (проти Іспанії)
- Андрей Агіус (проти Швеції)
- Говард Нортвейт (проти Швеції)
- Адріан Рус (проти Іспанії)

## Нотатки
1. ↑  CET (UTC+1) для матчів в березні і листопаді 2019, а CEST (UTC+2) для решти матчів.